# Ana María Solsona
Ana María Solsona (Barcelona, 3 de marzo de 1943) es una presentadora de TV y actriz de doblaje española.
Desarrolló su carrera profesional en Televisión Española y llegó a convertirse en un personaje muy popular en España a principios de los años 60, cuando presentó, junto a Carmina Alonso, uno de los primeros programas musicales de la televisión española, que alcanzó una enorme repercusión en su momento: Gran Parada (1959-1963).
Aunque es recordada fundamentalmente por ese espacio, también participó en años sucesivos en las labores de presentación de otros programas como Fiesta con nosotros (1962), Revista para hombres (1963), con Montserrat Cierco o Noticiario Femenino (1963). También se la recordará por ser la que acompañaba al personaje Topo Gigio en sus primeras apariciones en TVE dentro del espacio Amigos del martes.
Era además un rostro habitual en la presentación de galas y certámenes musicales retransmitidos por la televisión del momento, como el Festival de la Canción Mediterránea, que presentó en su segunda edición (1960) con Federico Gallo e Isabel Bauzá y en la quinta (1963) con el propio Federico Gallo y Carmina Alonso. 
Posteriormente se retiró de las pantallas, y entre 1978-1995 se dedicó al doblaje. 

## Reconocimientos
- Premio Antena de Oro en 1962.